# Agde
Agde è un comune francese di 24 457 abitanti situato nel dipartimento dell'Hérault, appartenente alla regione Occitania. A partire dagli anni sessanta del Novecento ha conosciuto un eccezionale sviluppo turistico, convertendosi in una delle più frequentate stazioni balneari francesi nella frazione di Cap d'Agde.

## Geografia fisica

### Territorio
Il territorio comunale di Agde è situato sul golfo del Leone, lungo la costa mediterranea del proprio dipartimento di appartenenza, ed è attraversato dal fiume Hérault nei suoi ultimi chilometri di percorso. Presenta una conformazione piatta, con un'altezza sul livello del mare inferiore ai 10 o 15 metri, salvo in due punti: uno a settentrione, il Pioch Favié (33 m s.l.m.) e l'altro nella sua parte meridionale, dove si innalza una collina di modesta altitudine, il Mont Loup (112 m s.l.m.) le cui propaggini formano il celebre Cap d'Agde, divenuto negli ultimi decenni, con le sue spiagge di arena fine, i suoi locali notturni e le lottizzazioni residenziali che si sviluppano lungo il litorale, una delle mete turistiche preferite dal turismo francese e internazionale.
Il comune si articola in tre nuclei urbani (la città di Agde, che funge da capoluogo comunale, il Grau d'Agde e il Cap d'Agde) e include nel suo territorio anche l'isolotto di roccia basaltica di Brescou, situato a un chilometro dalla linea costiera. La città di Agde si trova a circa 20 km da Sète e da Béziers, e a 45 da Montpellier.

### Clima
Il clima della città è di tipo mediterraneo, con inverni miti (Tm invernale: 7 °C circa) e piuttosto piovosi ed estati calde ma non torride (Tm estiva di circa 22,5 °C). Le gelate sono poco frequenti (la media è di 8 giorni l'anno) e ancor più rari i fenomeni nevosi (2 giorni di media annua). Le precipitazioni, non abbondanti (meno di 500 mm annui), sono distribuite soprattutto fra settembre e maggio.
| Staz. di Béziers-Vias  | Gen  | Feb  | Mar  | Apr  | Mag  | Giu  | Lug  | Ago  | Set  | Ott  | Nov  | Dic  | Anno  |
| ---------------------- | ---- | ---- | ---- | ---- | ---- | ---- | ---- | ---- | ---- | ---- | ---- | ---- | ----- |
| Temperatura media (°C) | 6,7  | 7,7  | 10,2 | 14,1 | 17,4 | 21,3 | 24,2 | 22,4 | 19,6 | 16,1 | 11,4 | 6,7  | 14,8  |
| Precipitazioni (mm)    | 73,5 | 35,4 | 12,2 | 46,8 | 48,5 | 22,2 | 6,8  | 12,5 | 61,7 | 66,7 | 44,2 | 43,6 | 474,1 |

## Storia

### Età antica
Abitata dai Liguri e dagli Iberi in età protostorica e frequentata dai greci fin dal VI secolo a.C., Agde divenne una colonia massaliota attorno all'anno 400 a.C., per poi passare sotto il dominio di Roma, insieme al resto della Gallia mediterranea (fine del II secolo a.C.). La città entrò successivamente a far parte della Narbonense venendo a trovarsi a meno di venti chilometri dalla via Domizia, che congiungeva Roma alla Spagna e che costituì un poderoso veicolo di penetrazione della lingua e della cultura latine nella Gallia meridionale, già pienamente romanizzata durante il regno di Traiano. Non si hanno molte notizie di Agde in età imperiale, tuttavia il fatto di divenire, alla vigilia delle invasioni barbariche (inizio del V secolo), sede di un vescovato, è un chiaro indizio dell'importanza che rivestiva la città all'epoca. Agde fu conquistata dai Visigoti attorno al 475, in concomitanza con la caduta dell'Impero romano d'Occidente.

## Società

### Evoluzione demografica
Abitanti censiti

## Amministrazione

### Gemellaggi
- Antequera

## Galleria d'immagini

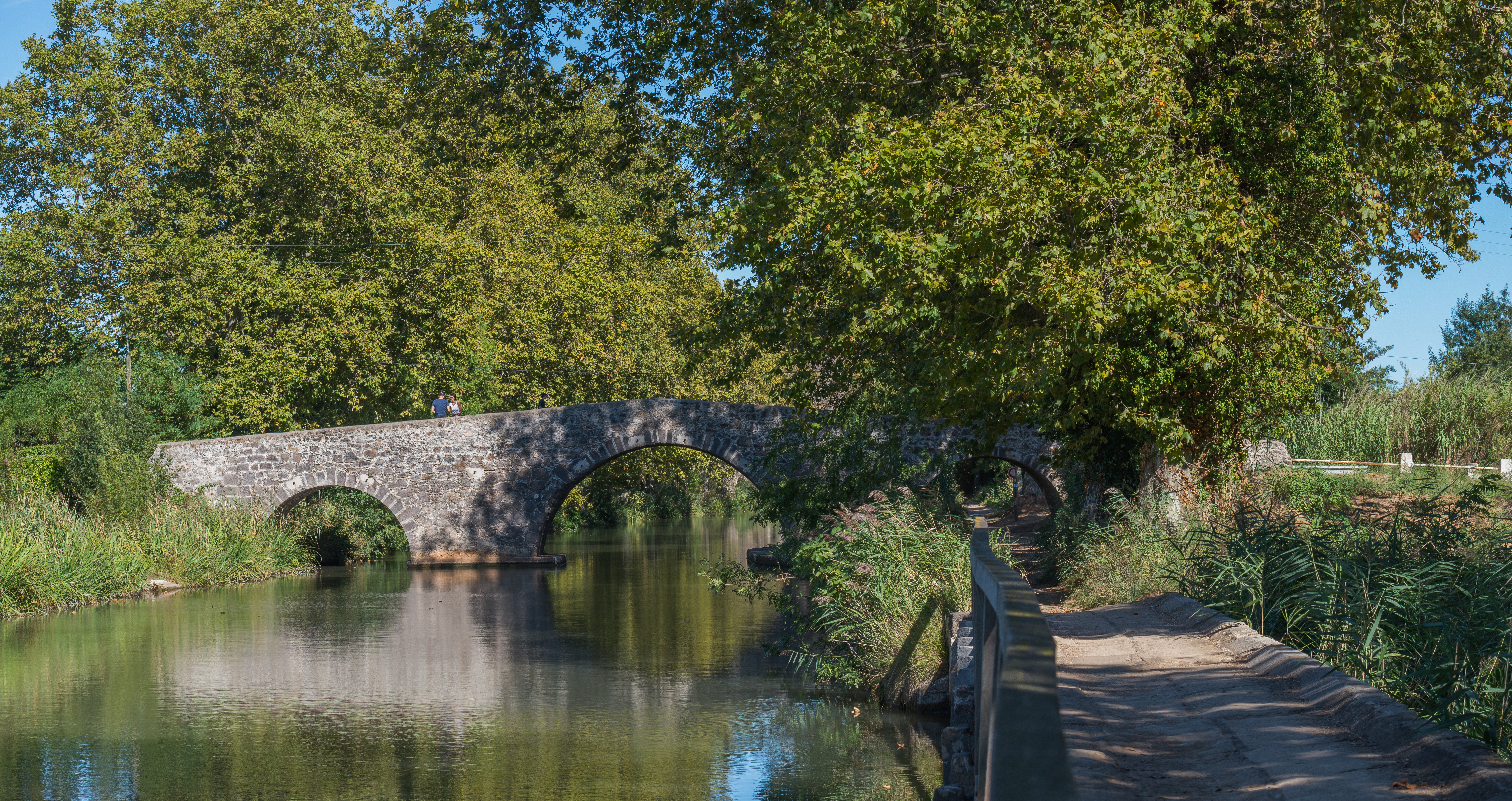
Ponte di San Giuseppe sul Canal du Midi
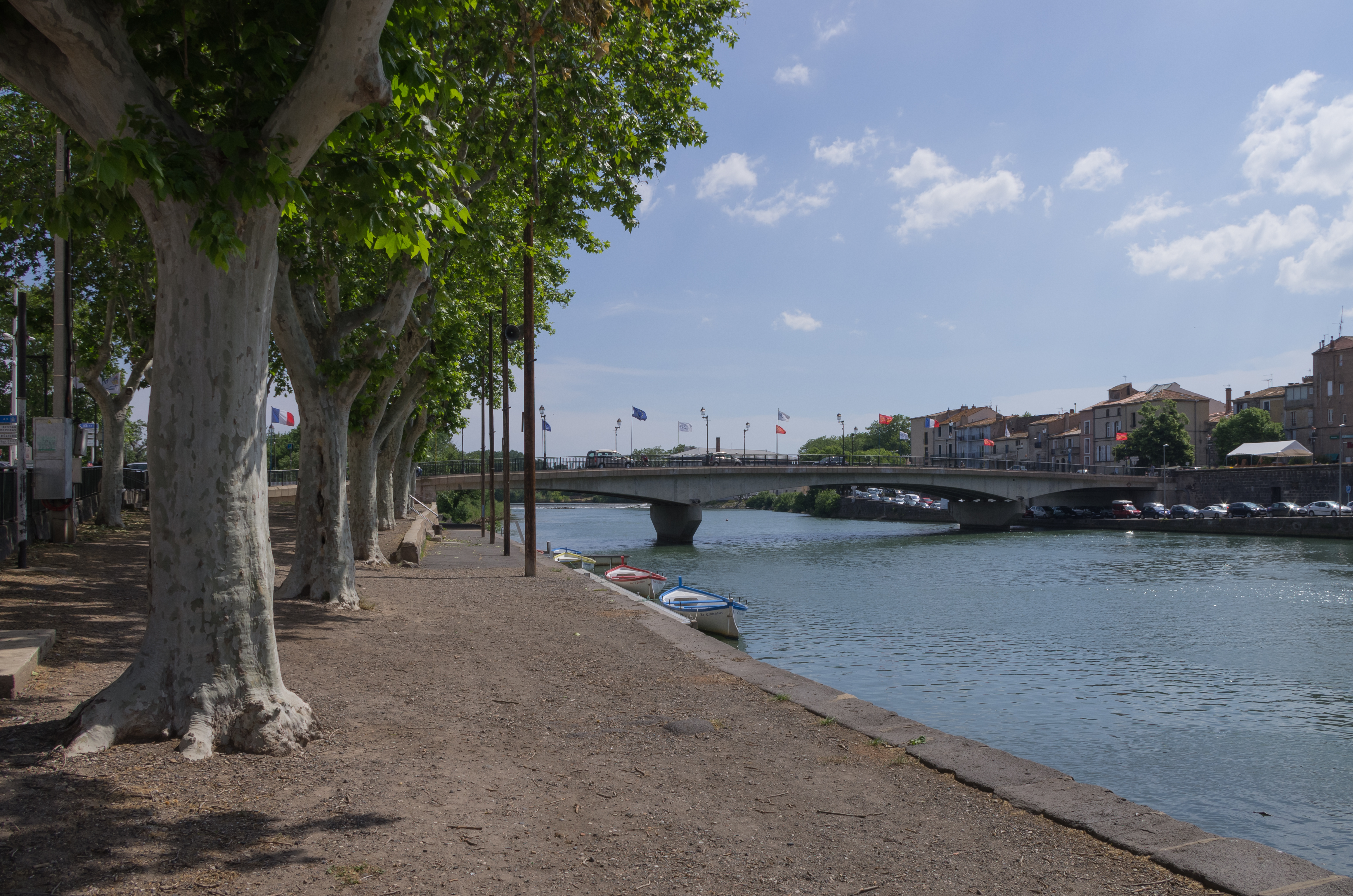
Ponte di Maréchaux sul fiume Hérault